# C1 NES TV
La C1 NES TV (ファミコンテレビC1), également connue en tant que Sharp Nintendo Television et My C1 Computer TV (マイコンピュータテレビC1), est une télévision produite par Sharp Corporation durant les années 1980 qui permet de jouer aux jeux NES sur cartouche originale.